# Арас Булут Ійнемлі
Арас Булут Ійнемлі (тур. Aras Bulut İynemli, нар. 25 серпня 1990 року, Стамбул) — турецький актор.

## Біографія
Арас Булут Ійнемлі народився 25 серпня 1990 року в Стамбулі. Після закінчення ліцею він вступив в Стамбульський технічний університет, де через 5 років навчання отримав диплом на факультеті авіаційної техніки.
Першу значиму роль отримав у 16 років у популярному телесеріалі «Алея Повернення». Однак по-справжньому популярним починаючому акторові дозволила стати роль Мете в серіалі «Безцінний час». Роль виявилася дуже вдалою для актора: саме за екранне втілення Мете Арас отримав звання кращого турецького актора другого плану (нагорода була присуджена на церемонії Antalya Televizyon Odulleri). Після цієї нагороди актора почали запрошувати і на більш серйозні ролі, в тому числі і першого плану.
У серіалі «Величне століття» Арас з'являється в четвертому сезоні, де грає роль змужнілого Шехзаде Баязида. З 2016 року актор знімався в серіалі «Всередині», де грав головну роль. У 2017 році почав зніматися в серіалі «Яма» в головній ролі Ямача Кочовали.

## Фільмографія

### Телевізійні серіали
| Рік       | Оригінальна назва       | Назва українською               | Роль                       | Примітка         | Канал   |
| --------- | ----------------------- | ------------------------------- | -------------------------- | ---------------- | ------- |
| 2009      | Arka Sokaklar           | Алея повернення                 | Şeref                      | Запрошений актор | Kanal D |
| 2010-2013 | Öyle Bir Geçer Zaman ki | Безцінний час                   | Mete Akarsu                | Другорядна роль  | Kanal D |
| 2013-2014 | Muhtesem Yüzyil         | Величне століття                | Баязид                     | Другорядна роль  | Star TV |
| 2015      | Maral: En güzel Hikayem | Марал: моя найкрасивіша історія | Sarp Altan                 | Головна роль     | TV8     |
| 2016-2017 | Içerde                  | Всередині                       | Umut Yılmaz / Mert Karadağ | Головна роль     | Show TV |
| 2017-2021 | Çukur                   | Яма                             | Yamaç Koçovalı             | Головна роль     | Show TV |
| 2019      | Çarpışma                | Зіткнення                       | Yamaç Koçovalı             | Запрошений актор | Show TV |
| 2024      | Deha                    | Геній                           | Девран Каран               | Головна роль     | Show TV |

### Вебсеріали
| Рік  | Оригінальна назва | Назва українською | Роль                   | Примітка     | Платформа |
| ---- | ----------------- | ----------------- | ---------------------- | ------------ | --------- |
| 2023 | Atatürk           | Ататюрк           | Мустафа Кемаль Ататюрк | Головна роль | Disney+   |

### Кіно
| Рік  | Оригінальна назва   | Назва українська                | Роль   | Примітка         |
| ---- | ------------------- | ------------------------------- | ------ | ---------------- |
| 2013 | Mahmut ile Meryem   | Махмут і Мер'єм                 | Махмут | Головна роль     |
| 2013 | Tamam miyiz?        | Невже ми зрозуміли одне одного? | İhsan  | Головна роль     |
| 2017 | Martıların Efendisi | Повелитель чайок                | Ateş   | Запрошений актор |
| 2019 | 7. Koğuştaki Mucize | Диво у 7-й палаті               | Memo   | Головна роль     |

### Реклама
| Рік         | Компанія/продукт |
| ----------- | ---------------- |
| 2010        | Sprite           |
| 2010        | Turkcell         |
| 2010        | Patos            |
| 2017-2018   | Defacto          |
| 2019        | Fiat             |
| 2020-донині | Vodafone         |
| 2022        | Disney+          |

## Нагороди
| Рік  | Нагорода                                                       | Категорія                                            | У фільмі/серіалі                | Статус    |
| ---- | -------------------------------------------------------------- | ---------------------------------------------------- | ------------------------------- | --------- |
| 2011 | Antalya Televizyon Ödülleri                                    | Найкращий актор другого плану                        | Безцінний час                   | Перемога  |
| 2011 | TelevizyonDizisi.com (En İyiler) Ödülleri                      | Найкращий актор другого плану                        | Безцінний час                   | Перемога  |
| 2014 | Sadri Alışık Tiyatro ve Sinema Sanatçıları Ödülleri            | Нагорода "Екрем Бора" за найкращий акторський талант | Невже ми зрозуміли одне одного? | Перемога  |
| 2016 | 7. İMK Sosyal Medya Ödülleri                                   | Найкраща чоловіча роль                               | Всередині                       | Номінація |
| 2017 | 5. Bilkent Tv Ödülleri                                         | Найкраща чоловіча драматична роль                    | Всередині                       | Номінація |
| 2017 | 1. Müzikonair Ödülleri                                         | Найкраща чоловіча драматична роль                    | Всередині                       | Номінація |
| 2017 | 24. İTÜ EMÖS Başarı Ödülleri                                   | Найуспішніший чоловічий актор року в серіалі         | Всередині                       | Номінація |
| 2017 | 6. TURKMSIC Yılın En'leri Ödülleri                             | Найкращий актор року                                 | Всередині                       | Номінація |
| 2017 | 12. İTÜ Makinistanbul Medya, Sanat ve Spor Ödülleri            | Epgik Special One of Us Award                        | Всередині                       | Перемога  |
| 2017 | 8. KTÜ Medya Ödülleri                                          | Найулюбленіший актор-чоловік                         | Всередині                       | Номінація |
| 2017 | 11. GSÜ EN Ödülleri                                            | Найкращий чоловічий серіал / кіноактор               | Всередині                       | Номінація |
| 2017 | 1. Türkiye Çocuk Ödülleri                                      | Найкраща чоловіча роль у серіалі                     | Всередині                       | Номінація |
| 2017 | Yeditepe Üniversitesi 5. Dilek Ödülleri                        | Найкращий актор                                      | Всередині                       | Перемога  |
| 2017 | Okan Üniversitesi Yılın En'leri Ödüller                        | Найкраща чоловіча роль у серіалі                     | Всередині                       | Перемога  |
| 2017 | 44. Pantene Altın Kelebek Ödülleri                             | Найкращий актор                                      | Всередині                       | Номінація |
| 2018 | Yeditepe Üniversitesi 6. Dilek Ödülleri                        | Найкращий актор                                      | Яма                             | Перемога  |
| 2018 | MGD 23. Altın Objektif Ödülleri                                | Найкращий актор                                      | Яма                             | Перемога  |
| 2018 | Vefa Lisesi 13. Geleneksel Kemal Sunal Kültür - Sanat Ödülleri | Найкраща чоловіча роль у серіалі                     | Яма                             | Перемога  |
| 2018 | 9. Quality of Magazine Dergisi Ödülleri                        | Найкраща чоловіча роль                               | Яма                             | Перемога  |
| 2018 | İMK Sosyal Medya Ödülleri                                      | Найкращий актор                                      | Яма                             | Перемога  |
| 2018 | 45. Pantene Altın Kelebek Ödülleri                             | Найкращий актор                                      | Яма                             | Перемога  |
| 2018 | 45. Pantene Altın Kelebek Ödülleri                             | Найкраща пара телесеріалу (Сена/Ямач)                | Яма                             | Номінація |
| 2018 | GQ Men Of The Year Ödülleri                                    | Найкращий актор року                                 | Яма                             | Перемога  |
| 2019 | 7. Bilkent TV Ödülleri                                         | Найкраща чоловіча роль у драмі                       | Яма                             | Перемога  |
| 2019 | Magazinn.com Ödülleri                                          | Найкраща чоловіча роль у бойовику                    | Яма                             | Перемога  |
| 2019 | 7. Elle Stil Ödülleri                                          | Найкращий актор                                      | Яма                             | Перемога  |
| 2019 | 46. Премія «Золотий метелик»                                   | Найкращий актор                                      | Яма                             | Номінація |
| 2019 | 46. Премія «Золотий метелик»                                   | Найкраща пара телесеріалу (Ефсун/Ямач)               | Яма                             | Номінація |
| 2020 | 8. Ayaklı Gazete Ödülleri                                      | Найкраща чоловіча роль у кіно                        | Диво у 7-й палаті               | Перемога  |
| 2020 | Yeditepe Üniversitesi 8. Dilek Ödülleri                        | Найкраща чоловіча роль у кіно                        | Диво у 7-й палаті               | Перемога  |
| 2020 | 6. Türkiye Gençlik Ödülleri                                    | Найкраща чоловіча роль у кіно                        | Диво у 7-й палаті               | Перемога  |
| 2020 | 14. EN Ödülleri                                                | Найкращий чоловічий серіал / кіноактор               | Яма                             | Перемога  |
| 2021 | 47. Премія «Золотий метелик»                                   | Найкращий актор                                      | Яма                             | Номінація |
| 2021 | 47. Премія «Золотий метелик»                                   | Найкраща пара телесеріалу (Ефсун/Ямач)               | Яма                             | Номінація |
| 2022 | 4. İKÜ Kariyer Onursal Ödülleri                                | Найпопулярніше чоловіче рекламне обличчя року        |                                 | Перемога  |